# V4 (raket)

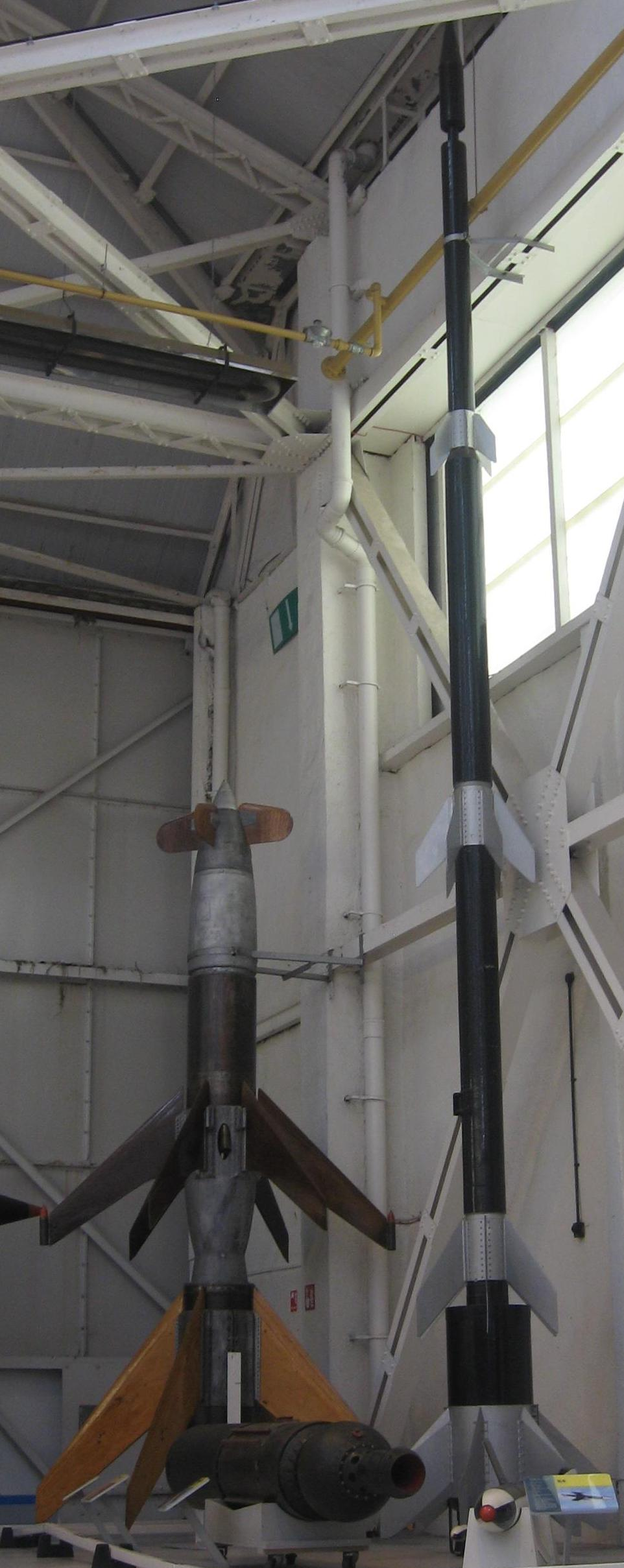
Van links naar rechts: Rheintochter, deel van een Rheintochter R3 (liggend), Rheinbote (V4)

De V4 (Rheinbote) was een ultrageheim wapen van de Duitsers in de Tweede Wereldoorlog. Het was een ballistische raket en viel onder de Vergeltungswaffen.
De V4 was het vierde type in de reeks Vergeltungswaffen waarmee het Derde Rijk bij de naderende nederlaag het tij trachtte te doen keren. Deze nieuwe wapens waren technologisch weliswaar zeer geavanceerd, doch te laat ontwikkeld en op te geringe schaal geproduceerd om het beoogd effect te bereiken. Het betrof een lange, spitse raket, die werd afgeschoten vanaf een mobiel platform, een zogenaamde Meillerwagen.
In Nederland werden deze wapens vanaf november 1944 aangevoerd en door de Artillerieabteilung 709 gestationeerd in de buurt van Nunspeet op het gebied van het huidige recreatiegebied Zandenbos. Half december waren zij gereed om af te vuren op de haven van Antwerpen en op 24 december vond de lancering van de eerste vier raketten plaats. Door een foutieve berekening van de hellingshoek voor het afschieten, kwamen zij echter terecht in het gebied rond Gent.
Het wapen werd vanaf 1943 ontwikkeld door het Duitse bedrijf Rheinmetall-Borsig, als doorontwikkeling van de Rheintochter (handgeleide luchtdoelraket). De raket woog 1560 kg en kon een snelheid bereiken van 6000-7000 km per uur en was ongeleid. Door de 4-traps aandrijving kon het een grote afstand overbruggen. De springkop bevatte een lading van slechts 25 kg. Voor de voortstuwing werd een diglycol-dinitraatmengsel gebruikt.
Waarschijnlijk zijn er maar vijftien V4-raketten vanuit Nederland afgeschoten en werd eind februari 1945 de Artillerieabteilung teruggetrokken. In totaal werden 220 stuks gebouwd en zo'n 200 afgevuurd op de haven van Antwerpen.
In de pers werd de naam V4 vanaf 1945 veelvuldig foutief gebruikt voor de Re4 “Reichenberg” wat nog steeds tot verwarring leidt.